# 台夫特風景
台夫特風景（荷蘭語：Gezicht op Delft）是一幅由荷蘭黃金時代畫家揚·弗美爾繪成于1660年至1661年間的油畫。台夫特即是畫家的出生地，這幅作品也是畫家已知的三幅台夫特風景畫之一，其他兩幅為《小街》和《台夫特的房屋》（已遺失）。
弗美爾在創作這幅作品時僅用了有限的幾種顔料，主要是鉛白、赭石黄、群青和茜草紅，然而即使如此他仍然繪聲繪色地描繪出了台夫特的景致。
普魯斯特十分欣賞這幅作品，並在其著作《追憶似水年華》中專門提及：“在我第一次于海牙見到《台夫特風景》時，我意識到自己看到了世界上最美的畫作”。2011年荷蘭皇家鑄幣廠特別發行印有這幅畫作的金、銀紀念幣。

## 擴展閲讀
- Liedtke, Walter A. . Metropolitan Museum of Art. 2001  [2016-10-24]. ISBN 978-0-87099-973-4. （原始内容存档于2015-11-21）.
- Arthur K. Wheelock Jr. and C. J. Kaldenbach, "Vermeer’s View of Delft and His Vision of Reality", Artibus et Historiae, Vol. 3, No. 6 (1982), pp. 9–35.

## 外部連接
- Johannes Vermeer, View of Delft（页面存档备份，存于）, ColourLex
- Janson, J., Critical Assessments: View of Delft（页面存档备份，存于）, Essential Vermeer, website. Essays about this painting by several scholars quoted from books on Vermeer